# Agustín Abratte
Agustín Abratte (n. Córdoba, 16 de diciembre de 1985) es un jugador argentino de hockey sobre césped.
Actualmente se desempeña en la posición de arquero en el Ducilo Club. Cabe destacar que jugó 4 partidos internacionales con la Selección mayor de la Argentina.

## Palmarés
- Medalla de bronce en la Copa del Mundo (La Haya, Holanda).[12]
- Champions Trophy - Bhubaneswar, India - 6º Puesto